# George Elgar Hicks

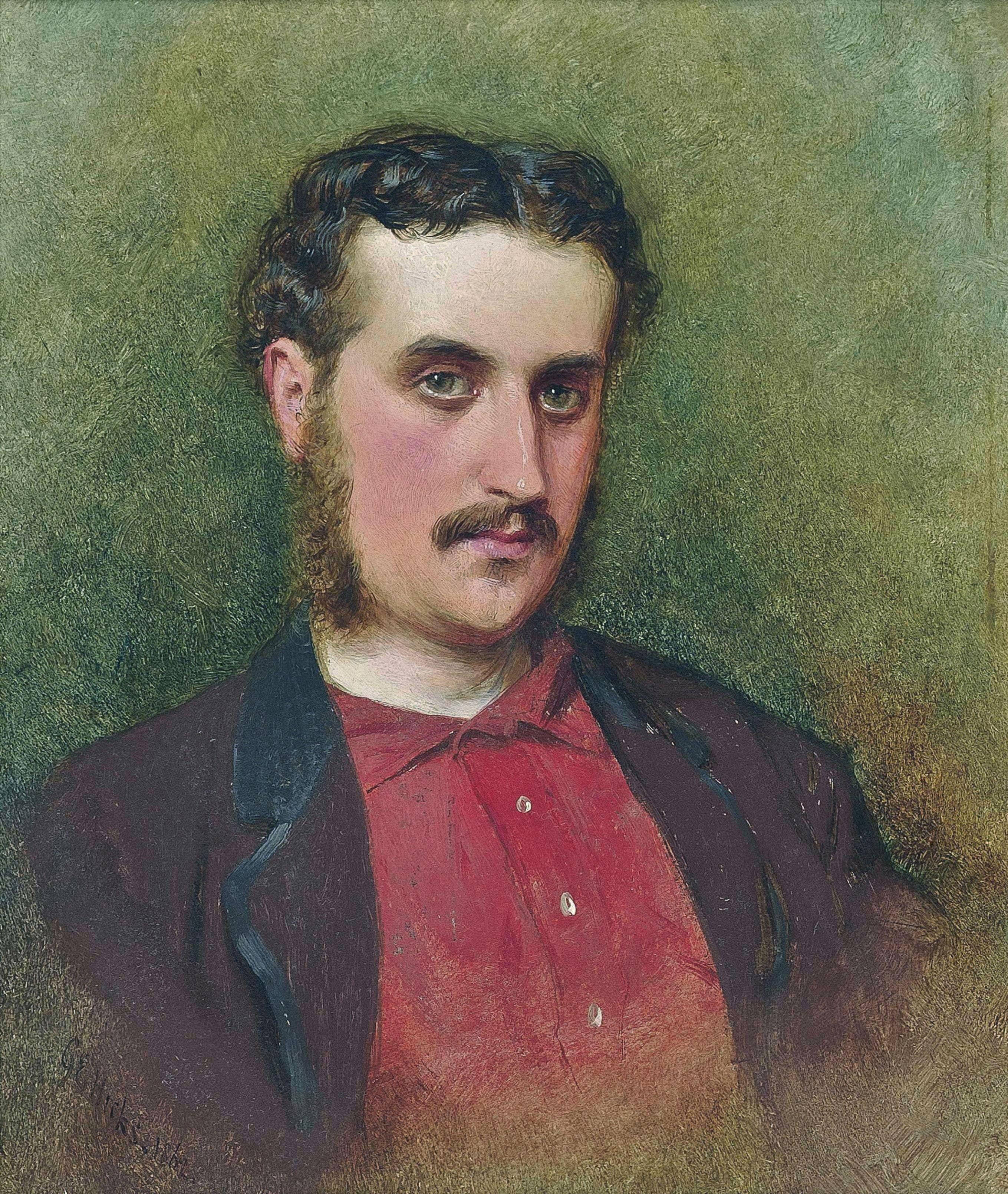
Selbstbildnis (George Elgar Hicks, 1862)

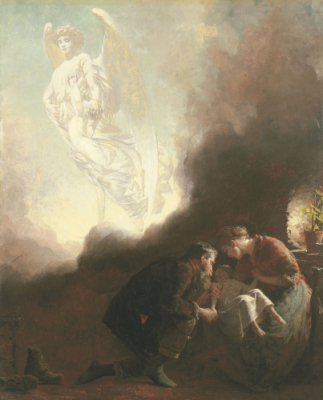
A Cloud With A Silver Lining, 1890

George Elgar Hicks (* 13. März 1824 in Lymington, Hampshire; † 4. Juli 1914 in Odiham, Hampshire) war ein englischer Maler.

## Leben
Hicks studierte erst Medizin und wechselte später zur Malerei. Aus diesem Grund besuchte er ab 1843 die Kunstschule von Bloomsbury und wechselte im darauffolgenden Jahr an die Royal Academy of Arts in London. 1855 schaffte er dann mit seinem Gemälde Horch, die Lerche, singt am Himmelstor seinen künstlerischen Durchbruch.

## Rezeption
Hicks Bilder sind der Genremalerei zuzuordnen und zeigen fast ausschließlich Szenen aus dem Volksleben. Lt. Meyers Konversations-Lexikon sind die Bilder „… von tiefer Empfindung und trefflicher Wirkung des Kolorits, aber in der Zeichnung oft flüchtig und nicht ohne Fehler“.

## Werke (Auswahl)
- Horch, die Lerche singt am Himmelstor. 1855.
- Die Weidenruten. 1857.
- Der Dividendentag der Bank. 1859.
- Das Postbüro.
- Der Billingsgatemarkt in London.
- Der Wohnungswechsel.
- Die neue Hoffnung.
- Unglückstag. 1871.
- Mutter und Kind. 1873.
- Ruth, die Moabiterin. 1874.
- Die Rückkehr vom Ährenlesen. 1876.
- Die Frau des Fischers und die Tochter des Jägers. 1877.
- Vergißmeinnicht.
- Glaube, Liebe, Hoffnung. 1878.